# Weidachsmühle (Kempten)
Weidachsmühle besteht aus einer Getreidemühle, einem Sägewerk, einem landwirtschaftlichen Betrieb und zwei Wohngebäuden. Der Mahlbetrieb wurde 1959 eingestellt, bis Ende der 1970er Jahre diente die Mühle noch zur Herstellung von Futtermitteln. Das Sägewerk wird seit Mitte der 1980er Jahre nur noch im Nebenerwerb betrieben. Die Landwirtschaft wurde Anfang der 1970er Jahre von Milchwirtschaft auf Pferdehaltung umgestellt. Die Einöde wurde 1972 nach Kempten (Allgäu) eingemeindet und befindet sich am nördlichen Rand der Stadt. Vorher gehörte die Weidachsmühle zur Ruralgemeinde Sankt Mang.
Die Mühlstätte gehörte zur Hauptmannschaft Leubas. 1811 wurde dieses Gebiet der Stadt Kempten zugeschlagen. Mit dem Gemeindeedikt von 1818 wurde das Gebiet Teil der neuen Gemeinde Sankt Mang, die 1972 in Kempten eingemeindet wurde.
Bei der letzten Volkszählung vom 25. Mai 1987 wurden sieben Einwohner in zwei Gebäuden mit Wohnraum bzw. zwei Wohnungen gezählt. Mit weniger als drei Gebäuden mit Wohnraum wurde der Gemeindeteil als Einöde typisiert.

## Lage
Die Weidachsmühle steht 670 m ü. M. rechts der Iller am Unterlauf der Leubas am nördlichen Stadtrand von Kempten. Sie ist eine von vier Wassermühlen, die die Wasserkraft des kleinen Nebenflusses der Iller nutzen.
Der Bach Leubas entspringt in der Nähe von Betzigau und mündet bei dem Kemptener Ortsteil Hirschdorf in die Iller.

## Geschichte
Erstmals urkundlich erwähnt wurde der Ort im Jahre 1440 als „Mühle an der Leubas“ und im Jahre 1451 als „Mühle zum Luibas im Widach“. Im Bauernkrieg 1525 lag die Verteidigungslinie der Bauern direkt oberhalb der Weidachsmühle. Ein Jahr später, 1526, wurde der Memminger Vertrag von einem Baltus Sigß Tyber aus dem „Weydach“ mitunterzeichnet. H. Laubenberg zu Wagegg erwähnte die Weidachsmühle anlässlich der Verleihung einer Gerechtigkeit für Hammerwerk- und Schleifmühlenbetrieb an einen Stielingser für die Jahre 1551 bis 1553. Zu der vom Fürststift Kempten 1593 erhobenen Türkensteuer wurde ein „Mayr im Weydach“ veranlagt.
1738 ist in einer Landtafel ein „Michael Mayr, Müller im Weidach“, als Besitzer eines Hofes mit Mahl- und Sägemühlgerechtigkeit erwähnt. Im Jahr 1740 wurden die Konzessionen der Weidachsmühle und der unteren Betzigauer Mühle erneuert. Nur diese waren zum Kornmahlen für die Lenzfrieder Klöster befugt. 1789 erwarb Magnus Hemmerle die Weidachsmühle, die zur Hauptmannschaft Leubas gehörte, von einem Eigentümer namens Mayer. Gegenwärtig ist sie im Besitz der Familie Hemmerle.
Nach der Häuserstatistik um 1800 hatte das damals einzige Anwesen (Mühl-Gut) eine Fläche von 99,69 Tagewerk oder 33,97 Hektar.
1890 wurde eine Hausbrauerei in der Weidachsmühle eingerichtet. 1898 hieß sie Weißbierbrauerei Xaver Hemmerle, 1915 Alois Hemmerle und 1956 Hausbrauerei Josef Hemmerle.
Nach dem Tod von Alois Hemmerle (1867–1934) kam es 1938 wurden Mühle und Landwirtschaftsbetrieb auf zwei seiner sechs Söhne aufgeteilt. Drei Jahre später brannte die Mühle teilweise ab, später wurde sie wieder aufgebaut.
Im Jahr 1972 wurde die Weidachsmühle mit der bis dahin selbständigen Gemeinde Sankt Mang in die kreisfreie Stadt Kempten eingemeindet.
Am 30. April 1974 stürzte gegen 6:40 Uhr das 30 Meter lange Mittelstück der sich im Bau befindlichen Leubastal-Brücke 15 Meter tief in die Leubas ab. Zum Zeitpunkt des Einsturzes waren 22 Personen auf und an der Brücke mit Betonierungsarbeiten beschäftigt.
Das Unglück forderte 9 Tote. Die Brücke wurde beim Ausbau der B 19 zur A 7 errichtet und befindet sich 300 m östlich der Weidachsmühle.
1819 hatte die Weidachsmühle 9 Bewohner, 1860 waren es 15, 1875 16, zur Jahrhundertwende 1900 14. Im Jahr 1925 waren 10 Bewohner gemeldet. Zu Beginn des Zweiten Weltkrieges lebten dort 13 Bewohner. Im Jahr 1954 hatte die Einöde 22 Bewohner, davon waren 9 einquartiere Heimatvertriebene und Zwangsumgesiedelte.
Im Jahr 2012 bestand die Einöde aus 2 Anwesen der Familie Hemmerle.

Weidachsmühle um 1900
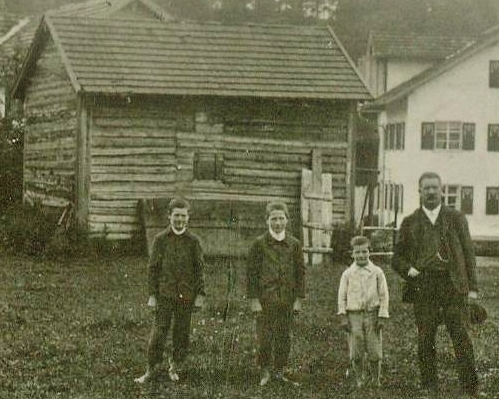
Eishütte 1910, dort lagerten Eisblöcke für die Brauerei, die im Winter aus dem Weiher geschnitten wurden.
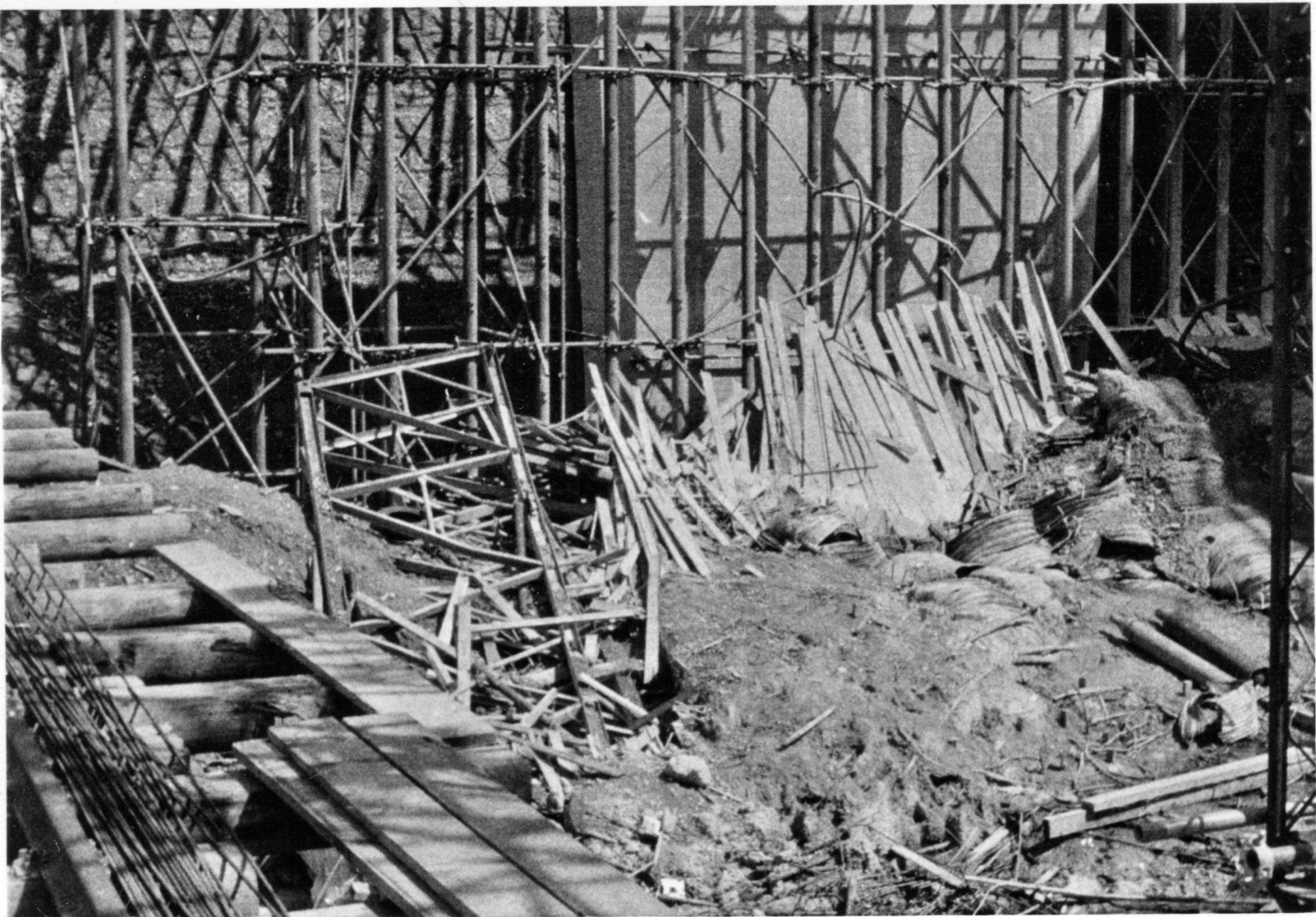
Eingestürzte Leubasbrücke April 1974
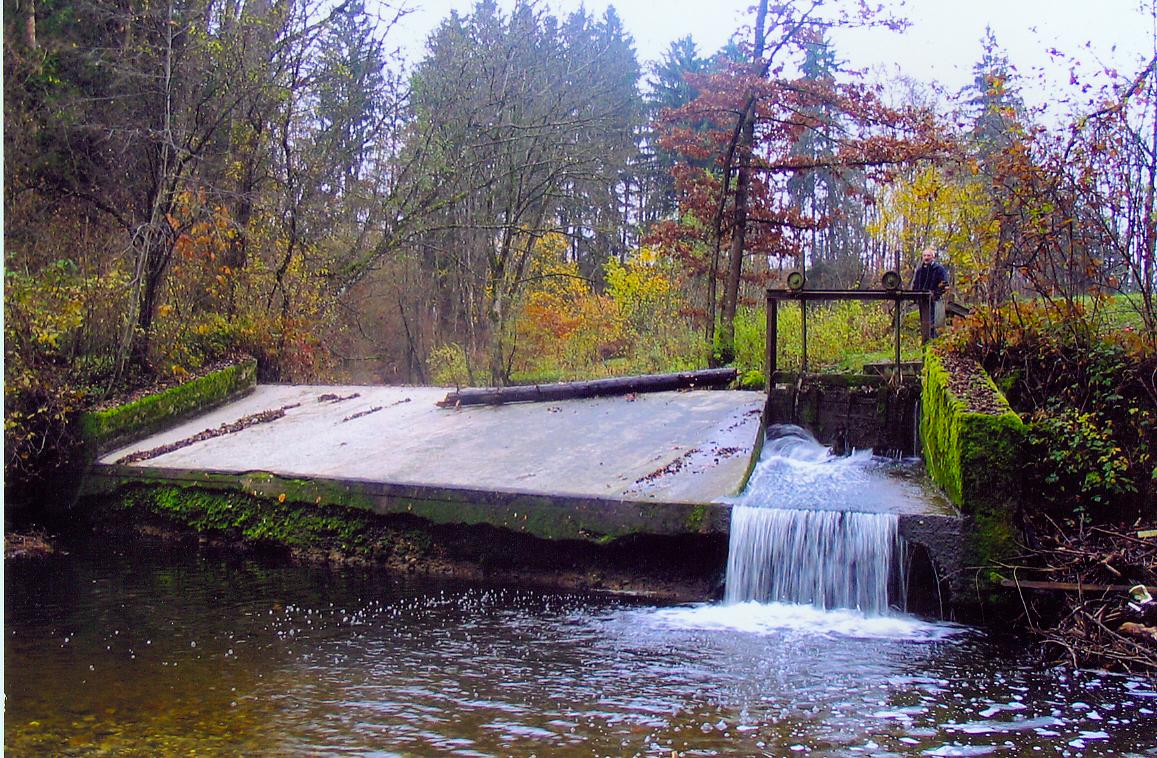
Wehr der Weidachsmühle
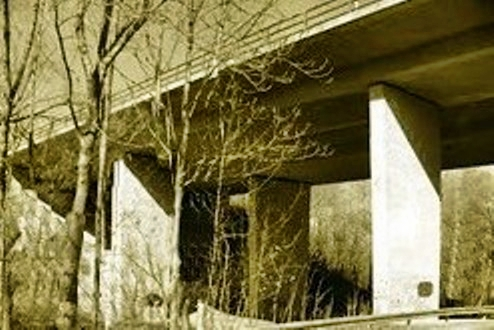
Brücke über die Leubas (etwa 1990)

## Technik
Das Wasseraufkommen der Leubas ist sehr wetterabhängig und beträgt im Durchschnitt 2200 m³ pro Stunde. Bis 1949 wurden Mühle und Sägewerk mit Wasserrädern betrieben. Die Fallhöhe betrug etwa fünf Meter. Das Sägewerk wurde von einem oberschlächtigen Wasserrad mit vier Meter Durchmesser angetrieben. Drei weitere unterschlächtige Wasserräder trieben Mühlsteine und andere Einrichtungen der Getreidemühle an.
1904 wurde die Elektrizität in der Weidachsmühle eingeführt. Der erste Generator wurde durch das letzte Wasserrad angetrieben und erzeugte 110-Volt-Gleichstrom. Später erfolgte die Umstellung auf 220-Volt-Wechselstrom, ab 1950 auf 380-Volt-Drehstrom, angetrieben durch Turbinen. Bis 1990 lief das Kraftwerk im Inselbetrieb, seitdem ist es an das Netz des Allgäuer Überlandwerkes angeschlossen.
1950 wurden die Wasserräder durch zwei Francis-Turbinen der Firma Geiselbrecht, Kempten, ersetzt. Im Rahmen dieser Umstellung wurde auch der Mühlbach vom Wehr bis zur Weidachsmühle auf höheres Terrain verlegt. Dadurch konnte das Gefälle auf sieben Meter erhöht werden. Die Nennleistung der Turbinen beträgt 56 PS. 1959 wurde das alte Wehr, das noch aus Holz gebaut war, durch ein Betonbauwerk ersetzt.
Mühle und Sägewerk werden über Transmissionsriemen angetrieben. Die Getreidemühle wurde nach dem Brand 1941 fast vollständig neu eingerichtet, zwei der vier Mühlsteine wurden durch Walzenstühle ersetzt. Die Kapazität der Mühle betrug 24 Tonnen pro Tag. 1959 wurde der Mahlbetrieb eingestellt, nachdem der letzte Lehrling seinen Gesellenbrief erhalten hatte. Die Kapazität reichte für einen existenztragenden Betrieb nicht mehr aus. Zu dieser Zeit gab es in Deutschland schon Mühlen mit 24.000 Tonnen Ausstoß pro Tag.